# 보도 (도로)

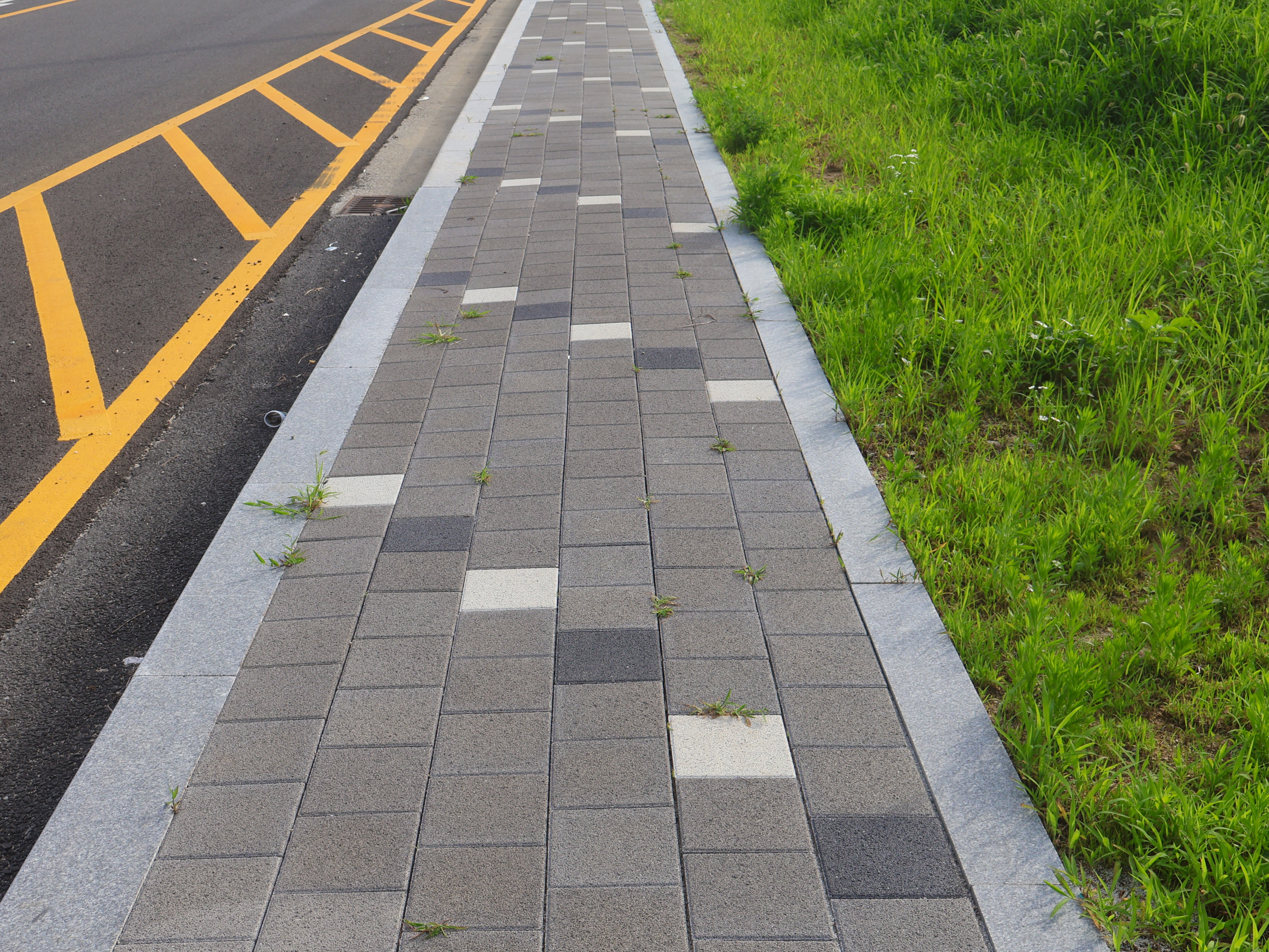
충청남도 천안시의 보도

보도(步道)는 차 등이 다니는 도로에 병설된 인도(人道)를 의미하는 말이다. 차도 양측에 설치되어 사람과 차 모두 해당 지역을 통행할 수 있도록 하는 동시에 서로의 경로를 구분짓는다. 간혹 사람이 다니는 길을 통칭할 때 쓰이기도 하나, 일반적으로 보도는 차도 옆에 설치된 포장된 길을 특정하는 말로 쓰인다. 영어에서는 sidewalk(美) 또는 pavement(英)라 하여 일반적으로 사람이 다니는 길을 의미하는 footpath 등의 단어와 의미를 달리한다.

## 역사
고대에 보도가 만들어졌다는 증거가 있다. 코린토스의 그리스 도시는 4세기 경에 포장되었고 로마인들은 특히 보도 건축자들이 많았는데 이들을 세미타스(semitas)로 불렀다.

## 주요 특징
자동차나 모터사이클로부터의 안전을 위해 안전하게 보행할 수 있는 도로이기도 하며, 통행 가능한 이동수단은 사람들이 도보로 걷는 것은 기본이어도, 자전거, 전동카, 손수레, 리어카, 인력거 등이 있다. 다만 마차의 경우도 역시 안전을 위해 보도에 통행하게 되어 있는 경우도 물론 있다. 그 외에도 킥보드나 전동 스쿠터도 역시 보도에 통행하는 모습을 보이지만 이것들은 원동기장치자전거, 즉 오토바이 취급이라 음주음전 등도 도로교통법에 의해 처벌받는다 .

## 같이 보기
- 횡단 보도
- 길